# 공주고등학교
공주고등학교(公州高等學校)는 대한민국 충청남도 공주시 중학동에 있는 공립 고등학교이다.
(이름에"공주"가있지만 여자없는 남자고등학교이다.)
그리고근처에는공주영명고등학교(종교계 사립)고등학교가있다.

## 학교 연혁
- 1922년 4월 22일 : 공주 공립고등보통학교 설립 인가
- 1922년 5월 11일 : 공주 공립고등보통학교 개교
- 1938년 4월 1일 : 공주 공립중학교로 개칭
- 1946년 9월 1일 : 6년제 공주중학교로 개편
- 1951년 8월 31일 : 3년제 공주고등학교로 개편
- 1973년 2월 28일 : 공주중학교 신축 이전
- 1983년 1월 7일 : 도서관 신축 준공
- 1988년 11월 29일 : 본관 개축 준공
- 1992년 12월 29일 : 생활관 신축 준공 (청람관)
- 1996년 10월 25일 : 과학(교육)정보관 준공
- 2001년 12월 8일 : 봉황관 신축 준공
- 2009년 7월 4일 : 도서관(학이재) 준공
- 2010년 3월 5일 : 다목적강당(웅비관) 준공
- 2010년 10월 30일 : 학칙 개정(27학급)
- 2011년 7월 20일 : 기숙사 증축(청운관) 준공
- 2018년 12월 3일 : 학교운동장현대화사업 준공
- 2021년 3월 1일 : 고교학점제 선도학교 운영
- 2022년 3월 1일 : 인공지능(AI)융합 교육과정 모델학교 운영, 유네스코학교 운영
- 2023년 9월 1일 : 제40대 심순희 교장 부임
- 2024년 3월 1일 : 교육부 자율형공립고 2.0 지정
- 2025년 2월 6일 : 제98회 졸업식(163명, 졸업생 누계 29,518명)
- 2025년 3월 4일 : 2025학년도 신입생 입학식(신입생 163명)

## 참고 자료
- 공주고등학교 - 한국교육학술정보원 학교알리미